# Arthur Barrow
Arthur Barrow (* 28. února 1952, San Antonio, Texas, Spojené státy americké) je americký hudebník-multiinstrumentalista, nejvíce známý jako baskytarista Franka Zappy v 70. a 80. letech 20. století. Spolupracoval také se skupinou The Doors.

## Výběr z diskografie

### Frank Zappa
- Joe's Garage
- You Are What You Is
- Tinseltown Rebellion

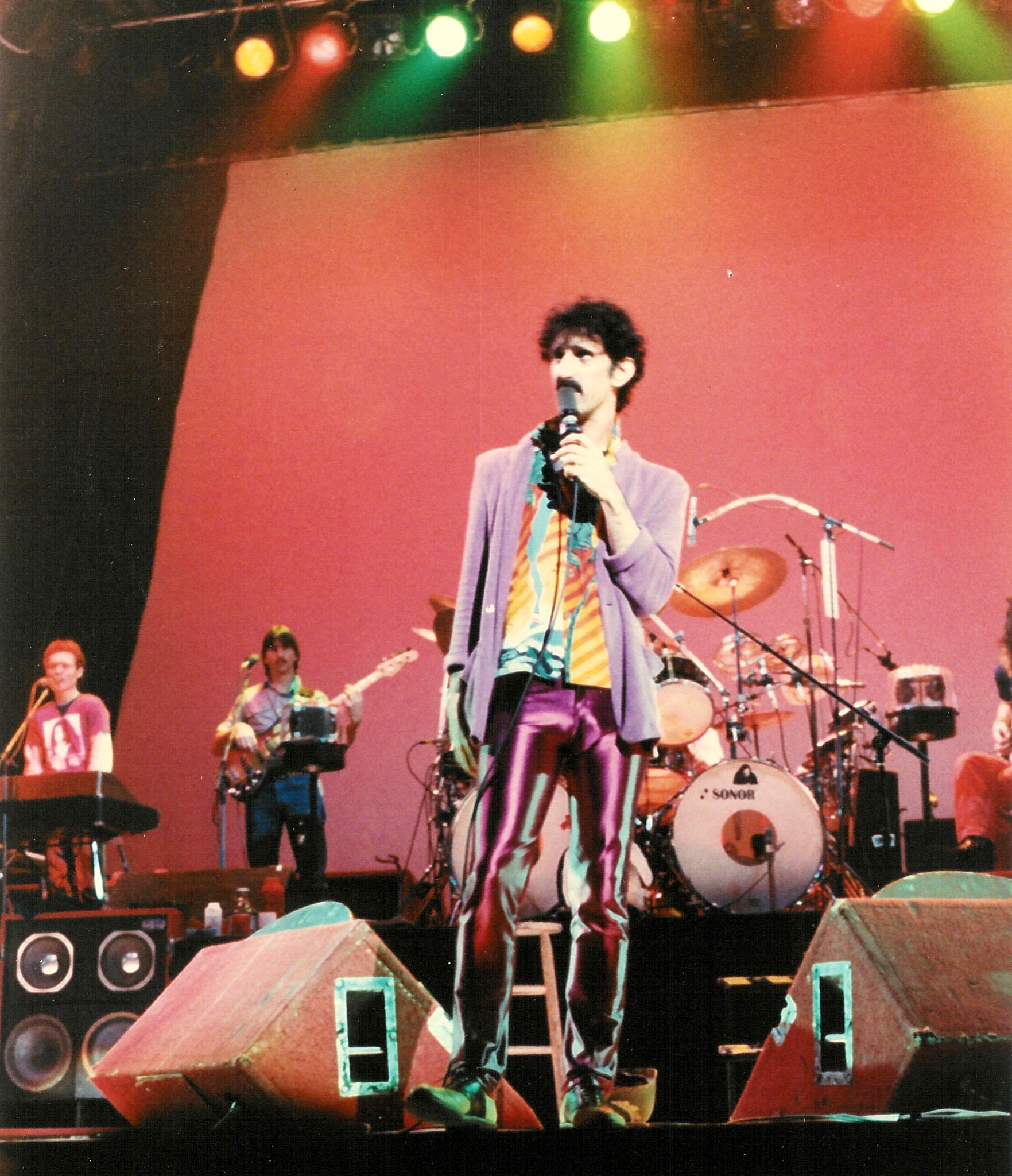
Arthur Barrow (vlevo na baskytaru), Frank Zappa se skupinou v Buffalo, New York. 25. říjen 1980, z tohoto koncertu později vzniklo album Buffalo

- Shut Up 'n Play Your Guitar (15 tracks recorded in 1979 and 1980)
- The Man From Utopia
- Ship Arriving Too Late to Save A Drowning Witch (on the first half of "I Come From Nowhere")
- Thing-Fish
- Them or Us
- You Can't Do That on Stage Anymore (select tracks on Volumes 1, 4 and 6)
- We're Only in it For the Money (overdubbed bass tracks c.1983)
- Cruising With Ruben & the Jets (overdubbed bass tracks c.1983)
- Guitar (two tracks recorded in 1979)
- Buffalo
- Trance-Fusion (one track recorded in 1979)
- Any Way the Wind Blows [authorized bootleg]
- Saarbrücken 1978 [authorized bootleg]
- "I Don't Want to Get Drafted" b/w "Ancient Armaments" (single)

### The Doors
- An American Prayer

### Robby Krieger
- Versions
- Door Jams
- No Habla
- Robby Krieger